# 皮 (东比利牛斯省)
皮村（法語：Py，法語發音：[pi] ⓘ）是法国东比利牛斯省的一个市镇，位于该省中部偏西南，属于普拉德区。

## 地理
皮村（42°29'45"N, 2°21'3"E）面积50.86 平方千米，位于法国奧克西塔尼大區东比利牛斯省，该省份为法国大陆部分最南部的省份，涵盖了北加泰罗尼亚，北起奥德省，西接阿列日省和安道尔，南与西班牙接壤，东临地中海。
与皮村接壤的市镇（或旧市镇、城区）包括：萨奥尔、卡斯泰伊、普拉茨德莫约-拉普雷斯特、芒泰、涅尔。
皮村的时区为UTC+01:00、UTC+02:00（夏令时）。

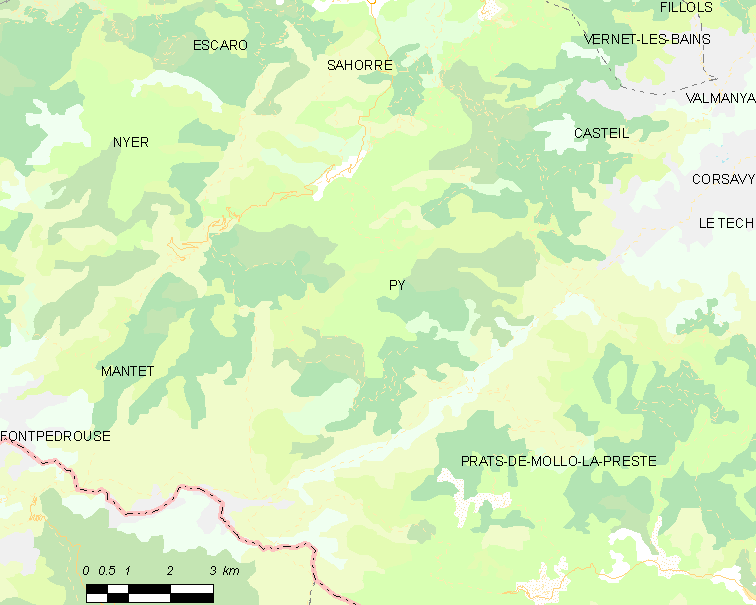
皮村的OSM定位图

## 行政
皮村的邮政编码为66360，INSEE市镇编码为66155。

## 政治
皮村所属的省级选区为勒卡尼古县。

## 人口

1962-2008年间皮村人口变化图示

皮村于2022年1月1日时的人口数量为79人。